# Marc Nghi Hoang
Marc Nghi Hoang, né le 22 octobre 1967 à Paris, est un pratiquant français d'arts martiaux, un acteur et cascadeur. Il pratique le kung-fu, le taekwondo.
Il est le fils de Hoang Nam.

## Kung-fu
Il est sacré champion du monde de kung-fu en 1991 et remporte la Coupe du monde technique en 1985 et la Coupe du monde technique par équipe en 1988.
En Europe, il est sacré champion d'Europe technique en 1986 et 1989, champion d'Europe de combat par équipe en 1989 et médaillé de bronze individuel de combat la même année ; il remporte également la Coupe d'Europe technique en 1993.
Au niveau national, il est sacré champion de France technique de 1983 à 1991 et en 1995, champion de France de combat de 1983 à 1990 et remporte la Coupe de France technique de 1981 à 1988 et en 1995, la Coupe de France de combat en 1985, 1986, 1988 et 1992.

## Taekwondo
Il remporte la médaille d'argent de taekwondo des Jeux mondiaux de 1993 à La Haye dans la catégorie des moins de 54 kg.
Il est vainqueur de l'Open de France 1990, des Internationaux de France 1991, de la Coupe de France 1993 et est sacré champion de France 1990, 1993 et 1994.

## Doublure
Il est la doublure de Jet Li.

## Filmographie

### Acteur

#### Cinéma
- 1999 : Augustin, roi du kung-fu : le soliste du ballet
- 2002 : Samouraïs : Moine Guerrier Moyen Âge
- 2003 : Ripoux 3 : le pilote moto #2
- 2005 : Danny the Dog
- 2007 : Gomez vs Tavarès : le serveur du restaurant chinois
- 2007 : Rush Hour 3
- 2009 : Raging Phoenix : Jaguar Tokyo
- 2011 : On ne choisit pas sa famille : Piok Niok

#### Courts-métrages
- 2001 : Y2 the Game
- 2013 : Link 2
- 2016 : Force & Honneur

#### Télévision

##### Séries télévisées
- 2003 : Blague à part
- 2003 : Central nuit : Le poursuivant chinois 2
- 2009 : Une famille formidable : Colonel Minh
- 2011 : Aïcha : Monsieur Ramapo
- 2011 : Platane : Mitch

#### Cascadeur

##### Cinéma
- 1998 : Ronin
- 2000 : Taxi 2
- 2001 : Le baiser mortel du dragon
- 2001 : Wasabi
- 2002 : Le Transporteur
- 2003 : Taxi 3
- 2004 : Double Zéro
- 2007 : 3 amis
- 2007 : Gomez vs Tavarès
- 2007 : Taxi 4
- 2008 : Babylon A.D.
- 2008 : JCVD
- 2009 : Banlieue 13 : Ultimatum
- 2009 : OSS 117 : Rio ne répond plus
- 2010 : From Paris with Love
- 2012 : Radiostars
- 2014 : Les Portes du soleil
- 2014 : Lucy
- 2015 : Le Transporteur : Héritage
- 2015 : Les Gorilles
- 2015 : Pourquoi j'ai pas mangé mon père
- 2024 : Hounds of war

##### Courts-métrages
- 2013 : Link 2

##### Télévision

###### Séries télévisées
- 2000 : L'Instit
- 2003 : Sœur Thérèse.com
- 2003 : Une femme d'honneur